# Citong
Citong (chinesisch 辞通, W.-G. Tz'u-t'ung – „Sammlung von Ausdrücken“) ist ein von Zhu Qifeng (朱起凤,  Chu Ch'i-feng) herausgegebenes chinesisches Wörterbuch. Es behandelt überwiegend aus zwei Schriftzeichen bestehende Ausdrücke. Nahezu einzigartig ist es deshalb, weil es sehr viele Varianten für die Schreibungen der Wörter angibt.
Es ist zuerst in Shanghai (Kaiming) in 2 Bänden erschienen. Es gilt als eines der wichtigsten Hilfsmittel der Sinologie. In einer neueren Auflage (Shanghai guji) ist ein Indexband (Citong xubian 辞通续编) enthalten.

## Ausgabe
Citong. Shanghai : Shanghai guji chubanshe, 1985